# Felipe Meligeni Alves
Felipe Meligeni Rodrigues Alves (* 19. Februar 1998 in Campinas) ist ein brasilianischer Tennisspieler.

## Persönliches
Seine Schwester Carolina Meligeni Alves ist ebenfalls Tennisspielerin. Ihr gemeinsamer Onkel Fernando Meligeni war in den 1990er-Jahren ein erfolgreicher Tennisspieler, der 1999 das Halbfinale der French Open erreichte.

## Karriere
Der Brasilianer spielte auf der ITF Junior Tour ab 2015 und konnte in seinem ersten Jahr dort Platz 103 der Junior-Rangliste erreichen. 2016 stand er mit Platz 31 an seiner besten Position. Sein größter Erfolg war als vierter Brasilianer der Gewinn eines Junior-Grand-Slam-Turniers, den Australian Open 2016 in der Doppelkonkurrenz. An der Seite des Bolivianers Juan Carlos Aguilar schlug er die kanadische Paarung aus Benjamin Sigouin und Félix Auger-Aliassime in zwei Sätzen.
Ab 2016 trat er bei Profiturnieren an. 2017 gewann er im Doppel seine zwei ersten Titel auf der drittklassigen ITF Future Tour. 2018 kamen im Einzel einer, im Doppel drei Titel dazu, im Doppel stieg er Ende des Jahres in die Top 500 der Weltrangliste ein. Nach drei Titeln im Einzel sowie zwei weiteren erreichten Finals zog er im Einzel 2019 unter die Top 400 und konnte so häufiger an Turnieren der ATP Challenger Tour teilnehmen. Im Doppel gewann er elf Futures und konnte sich ebenfalls bei Challengers etablieren. In Segovia und Lima stand er im Doppel zweimal im Finale, jeweils ohne Titel und kam auf fünf weitere Halbfinals. Das Jahr beendete er auf Rang 391 im Einzel bzw. 178 im Doppel.
Im Jahr 2020 folgten seine bis dato besten Resultate. Im Einzel schaffte er in Punta del Este das erste Mal ein Challenger-Halbfinale zu erreichen. Im Februar konnte er dank einer Wildcard an beiden Konkurrenzen der Rio Open teilnehmen, seinem ersten Turnier auf der ATP Tour. Hier konnte er gegen den Weltranglisten-Vierten Dominic Thiem immerhin einen Satz gewinnen. Im Doppel zog er mit Thiago Monteiro ins Halbfinale ein, wodurch er in der Weltrangliste einen Spruch auf Platz 132 machte. In der Folgewoche gab er sein Debüt für die brasilianische Davis-Cup-Mannschaft, als er in der Partie gegen Australien sein Doppelmatch gewann.

## Erfolge
| Legende (Anzahl der Siege) |
| Grand Slam                 |
| ATP Finals                 |
| ATP Tour Masters 1000      |
| ATP Tour 500               |
| ATP Tour 250 (2)           |
| ATP Challenger Tour (13)   |

| ATP-Titel nach Belag |
| Hartplatz (0)        |
| Sand (2)             |
| Rasen (0)            |

### Einzel

#### Turniersiege
| Nr. | Datum             | Turnier      | Belag | Finalgegner              | Ergebnis       |
| --- | ----------------- | ------------ | ----- | ------------------------ | -------------- |
| 1.  | 29. November 2020 | São Paulo    | Sand  | Frederico Ferreira Silva | 6:2, 7:61      |
| 2.  | 17. Juli 2022     | Iași         | Sand  | Pablo Andújar            | 6:3, 4:6, 6:2  |
| 3.  | 18. Juni 2023     | Lyon         | Sand  | Alexander Ritschard      | 6:4, 0:6, 7:67 |
| 4.  | 23. März 2025     | Mérida       | Sand  | Juan Pablo Ficovich      | 6:2, 1:6, 6:2  |
| 5.  | 13. April 2025    | Mexiko-Stadt | Sand  | Luka Pavlovic            | 6:3, 6:3       |

### Doppel

#### Turniersiege

##### ATP Tour
| Nr. | Datum            | Turnier           | Belag | Partner      | Finalgegner                       | Ergebnis   |
| --- | ---------------- | ----------------- | ----- | ------------ | --------------------------------- | ---------- |
| 1.  | 28. Februar 2021 | Córdoba           | Sand  | Rafael Matos | Romain Arneodo Benoît Paire       | 6:4, 6:1   |
| 2.  | 26. Februar 2022 | Santiago de Chile | Sand  | Rafael Matos | André Göransson Nathaniel Lammons | 7:68, 7:63 |

##### ATP Challenger Tour
| Nr. | Datum             | Turnier    | Belag | Partner             | Finalgegner                                       | Ergebnis          |
| --- | ----------------- | ---------- | ----- | ------------------- | ------------------------------------------------- | ----------------- |
| 1.  | 21. November 2020 | Guayaquil  | Sand  | Luis David Martínez | Sergio Martos Gornés Jaume Munar                  | 6:0, 4:6, [10:3]  |
| 2.  | 28. November 2020 | São Paulo  | Sand  | Luis David Martínez | Rogério Dutra da Silva Fernando Romboli           | 6:3, 6:3          |
| 3.  | 17. Juli 2021     | Iași       | Sand  | Orlando Luz         | Hernán Casanova Roberto Ortega Olmedo             | 6:3, 6:4          |
| 4.  | 31. Juli 2021     | Triest     | Sand  | Orlando Luz         | Antoine Hoang Albano Olivetti                     | 7:5, 6:76, [10:5] |
| 5.  | 4. September 2021 | Como       | Sand  | Rafael Matos        | Luis David Martínez Andrea Vavassori              | 6:72, 6:4, [10:6] |
| 6.  | 13. November 2021 | Montevideo | Sand  | Rafael Matos        | Ignacio Carou Luciano Darderi                     | 6:4, 6:4          |
| 7.  | 20. November 2021 | Campinas   | Sand  | Rafael Matos        | Gilbert Klier Júnior Matheus Pucinelli de Almeida | 6:3, 6:1          |
| 8.  | 30. April 2022    | Tigre      | Sand  | Guillermo Durán     | Luciano Darderi Juan Bautista Torres              | 3:6, 6:4, [10:3]  |